# هیپوکلرو اسید
هیپوکلروس اسید (به انگلیسی: Hypochlorous acid) با فرمول شیمیایی HClO یک ترکیب شیمیایی با شناسه پاب‌کم ۲۴۳۴۱ است. که جرم مولی آن 52.46 g/mol می‌باشد. شکل ظاهری این ترکیب، بی‌رنگ است. هیپوکلرو اسید هنگامی که در آب حل می شود، دارای خواص ضد عفونی قوی است. با توجه به این موضوع و غیر سمی بودن آن، به عنوان یک ماده پاک کننده و ضدعفونی کننده مفید شناخته شده است. این ماده توسط آژانس حفاظت از محیط زیست ایالات متحده به عنوان یک ضد عفونی کننده موثر در برابر COVID-19 معرفی شده است.
در ایران
شرکت دانش بنیان  کیمیا گهر مهر، اولین کمپانی ایرانی است که موفق به تولید و عرضه این محصول شده است.